# Zizeeria lysimon
Zizeeria lysimon är en fjärilsart som beskrevs av Jacob Hübner 1798/803. Zizeeria lysimon ingår i släktet Zizeeria och familjen juvelvingar. Inga underarter finns listade i Catalogue of Life.

## Bildgalleri

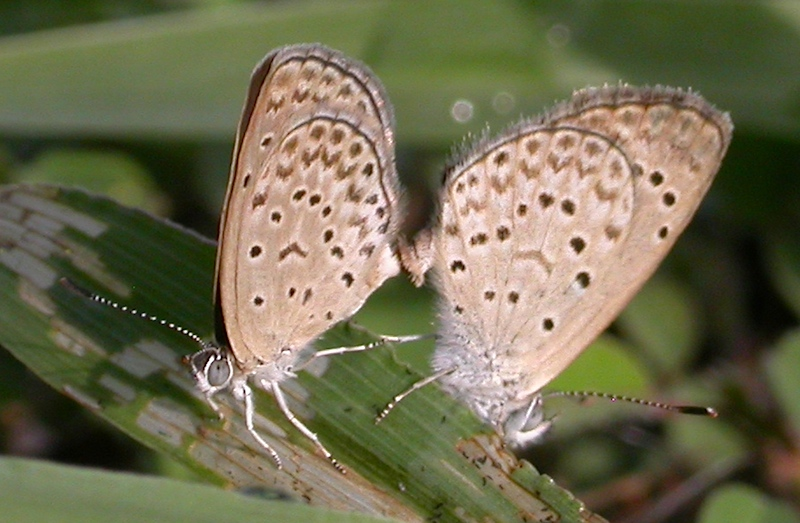
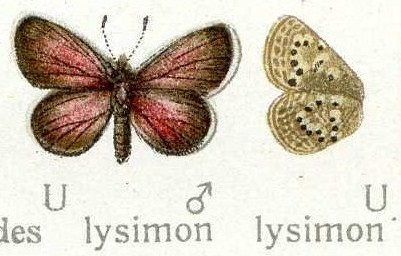